# Alibi e sospetti
Alibi e sospetti (Le Grand Alibi) è un film del 2008 diretto da Pascal Bonitzer.
È l'adattamento cinematografico del romanzo di Agatha Christie Poirot e la salma (1946).

## Trama
Pierre Collier, stimato medico e grande seduttore, viene ucciso nella villa del senatore Henri Pages, dove si trova per un fine settimana in compagnia di amici e parenti. Pages è un collezionista d'armi e una di queste viene trovata in mano alla moglie di Collier, che viene così sospettata del delitto da tutti i presenti. Arriva la polizia con un irrequieto ispettore, il cui compito sarà scoprire il vero colpevole.

## Distribuzione
È stato distribuito nelle sale cinematografiche francesi dall'UGC a partire dal 30 aprile 2008, mentre in quelle italiane da Medusa Film a partire dal 29 maggio 2009.